# Pfarrkirche Großriedenthal

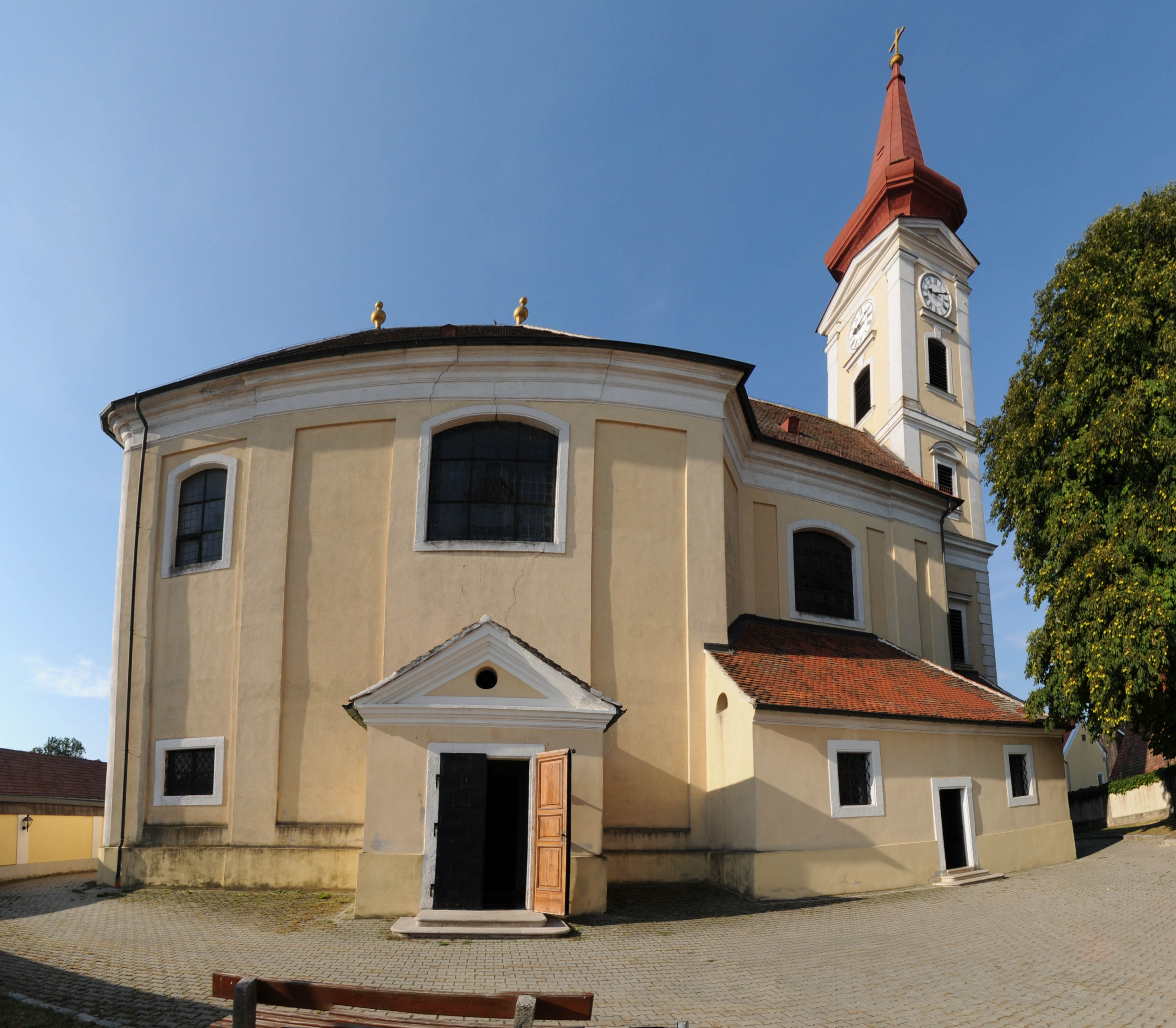
Kath. Pfarrkirche hl. Lorenz in Großriedenthal, nordseitig, mit Seitenportalanbau am Langhaus und Sakristeianbau am Chor

Die römisch-katholische Pfarrkirche Großriedenthal steht etwas erhöht im Ort Großriedenthal in der Gemeinde Großriedenthal im Bezirk Tulln in Niederösterreich. Die auf den heiligen Lorenz geweihte Kirche – dem Stift Melk inkorporiert – gehört zum Dekanat Sitzendorf im Vikariat Unter dem Manhartsberg der Erzdiözese Wien. Das Kirchengebäude steht unter Denkmalschutz.

## Geschichte
Eine Pfarre wurde 1265 urkundlich genannt. Der im Kern mittelalterliche Kirchenbau wurde als frühklassizistischer Bau von 1768 bis 1771 mit dem Maurermeister Johann Reitmayer nach den Plänen des Matthias Gerl (1712–1765) erbaut.

## Architektur
Das Langhaus unter einem Walmdach und der stark eingezogene Chor sind an der Fassade mit vertikalen Putzfelder gegliedert. Die Ostfassade der gewesteten Kirche zeigt abgerundete Ecken und hat ein Korbbogenportal mit einer beschlagenen Eisentür mit seitlichen Flachbogenfenstern. Der Westturm am Chorhaupt – im Kern mittelalterlich – zeigt am Erdgeschoß eine Putzortsteinquadrierung, ein vermauertes Segmentbogenportal, und an den zwei Obergeschoßen Ecklisenen, Rechteckfenster und trägt einen spitzen Zwiebelhelm.

## Ausstattung
Die Einrichtung ist einheitlich spätbarock. Der Hochaltar aus Stuckmarmor mit Halbsäulen und einem geschwungenen verkröpften Gebälk und einem gesprengten Giebel zeigt das Hochaltarblatt Marter des hl. Lorenz, gemalt von Martin Johann Schmidt (1769).
Die Orgel mit 13 Registern (13/II/P) baute Gerhard Hradetzky (1982).